# Rivers of Babylon (Boney M.)
Rivers of Babylon è un singolo del gruppo musicale tedesco Boney M., pubblicato il 3 aprile 1978.

## Descrizione
La canzone sul lato A è la cover di Rivers of Babylon, brano dei Melodians. Sul lato B vi è una versione del brano tradizionale Brown Girl in the Ring.
Il singolo è rimasto per 5 settimane in vetta alle classifiche del Regno Unito e di altri Paesi, vendendo milioni di dischi e vincendo diversi dischi di platino.

## Tracce
7"/12" 1978
1. Rivers of Babylon – 4:16 (Brent Dowe, Trevor McNaughton, Frank Farian, George Reyam)
2. Brown Girl in the Ring – 4:00 (tradizionale, arrangiamento di Farian)

7" 1982
1. Rivers of Babylon – 4:16 (Dowe, McNaughton, Farian, Reyam)
2. Sunny – 4:00 (Bobby Hebb)

## Classifiche

### Classifiche settimanali
| Classifica (1978)                | Posizione massima |
| -------------------------------- | ----------------- |
| Australia                        | 1                 |
| Austria                          | 1                 |
| Belgio (Fiandre)                 | 1                 |
| Canada                           | 24                |
| Europa                           | 1                 |
| Finlandia                        | 1                 |
| Francia                          | 1                 |
| Germania                         | 1                 |
| Irlanda                          | 1                 |
| Italia                           | 12                |
| Messico                          | 1                 |
| Norvegia                         | 1                 |
| Nuova Zelanda                    | 1                 |
| Paesi Bassi                      | 1                 |
| Regno Unito                      | 1                 |
| Spagna                           | 1                 |
| Stati Uniti                      | 30                |
| Stati Uniti (adult contemporary) | 35                |
| Sudafrica                        | 1                 |
| Svezia                           | 1                 |
| Svizzera                         | 1                 |

### Classifiche di fine anno
| Classifica (1978) | Posizione |
| ----------------- | --------- |
| Australia         | 3         |
| Austria           | 1         |
| Belgio (Fiandre)  | 3         |
| Francia           | 7         |
| Germania          | 2         |
| Italia            | 32        |
| Nuova Zelanda     | 1         |
| Paesi Bassi       | 1         |
| Regno Unito       | 1         |
| Spagna            | 3         |
| Sudafrica         | 1         |
| Svizzera          | 1         |

### Classifiche di fine decennio
| Classifica (1970-79) | Posizione |
| -------------------- | --------- |
| Regno Unito          | 2         |

## Altri usi
Il brano Rivers of Babylon è stato inserito nella colonna sonora del film kazako del 2009 Tulpan - La ragazza che non c'era.
La versione dei Boney M. di Rivers of Babylon è stata utilizzata come spunto per la composizione della canzone Anna dai capelli rossi, eseguita da I ragazzi dai capelli rossi, sigla dell'omonima serie animata del 1980.